# Općinska nogometna liga Daruvar 1983./84.
Općinska nogometna liga Daruvar je bila liga sedmog stupnja nogometnog prvenstva Jugoslavije u sezoni 1983./84. 

Sudjelovalo je 8 klubova, a prvak je bio klub "Partizan" iz Velikih Bastaja.  

## Sustav natjecanja
8 klubova je igralo dvokružnu ligu (14 kola). 

## Ljestvica
| mj. | klub                         | ut. | pob | ner | por | gol+ | gol- | bod | bod- |
| --- | ---------------------------- | --- | --- | --- | --- | ---- | ---- | --- | ---- |
| 1.  | Partizan Veliki Bastaji      | 14  | 11  | 2   | 1   | 61   | 30   | 24  |      |
| 2.  | Sokol Sokolovac              | 14  | 9   | 2   | 3   | 50   | 26   | 20  |      |
| 3.  | Mladost Daruvarski Brestovac | 14  | 7   | 4   | 3   | 53   | 21   | 18  |      |
| 4.  | Polet Uljanik                | 14  | 7   | 3   | 5   | 32   | 22   | 16  |      |
| 5.  | Mlinar Gornji Sređani        | 14  | 5   | 0   | 9   | 38   | 51   | 10  |      |
| 6.  | Naša krila Mala Maslenjača   | 14  | 4   | 1   | 9   | 30   | 40   | 9   |      |
| 7.  | Primjer Miljanovac           | 14  | 3   | 1   | 10  | 36   | 59   | 7   |      |
| 8.  | Omladinac Ivanovo Polje      | 14  | 4   | 0   | 10  | 29   | 70   | 2   | -6   |

- Daruvarski Brestovac – također iskazan kao Brestovac Daruvarski
- Mala Maslenjača – tada samostalno naselje, od 2001. dio naselja Maslenjača

## Rezultatska križaljka
| kratica | klub                         | MLA | MLI | NAŠK | OML | PAR | POL | PRI | SOK |
| --- | ---------------------------- | --- | --- | ---- | --- | --- | --- | --- | --- |
| MLA | Mladost Daruvarski Brestovac |     |     |      |     |     |     |     |     |
| MLI | Mlinar Gornji Sređani        |     |     |      |     |     |     |     |     |
| NAŠK | Naša krila Mala Maslenjača   |     |     |      |     |     |     |     |     |
| OML | Omladinac Ivanovo Polje      |     |     |      |     |     |     |     |     |
| PAR | Partizan Veliki Bastaji      |     |     |      |     |     |     |     |     |
| POL | Polet Uljanik                |     |     |      |     |     |     |     |     |
| PRI | Primjer Miljanovac           |     |     |      |     |     |     |     |     |
| SOK | Sokol Sokolovac              |     |     |      |     |     |     |     |     |
| |                              |     |     |      |     |     |     |     |     |
| podebljan rezultat - utakmice od 1. do 7. kola (1. utakmica između klubova) rezultat normalne debljine - utakmice od 8. do 14. kola (2. utakmica između klubova) rezultat nakošen - nije vidljiv redoslijed odigravanja međusobnih utakmica iz dostupnih izvora rezultat smanjen * - iz dostupnih izvora nije uočljiv domaćin susreta prekrižen rezultat - poništena ili brisana utakmica p - utakmica prekinuta 3:0 p.f. / 0:3 p.f. - rezultat 3:0 bez borbe n.i. - nije igrano |                              |     |     |      |     |     |     |     |     |

 Izvori: